# Memoria Vetusta II - Dialogue with the Stars
 (décembre 2016).
Si vous disposez d'ouvrages ou d'articles de référence ou si vous connaissez des sites web de qualité traitant du thème abordé ici, merci de compléter l'article en donnant les références utiles à sa vérifiabilité et en les liant à la section « Notes et références ».
Albums de Blut aus Nord
Odinist: The Destruction of Reason by Illumination
(2007)
Memoria Vetusta II - Dialogue with the Stars, paru en 2009, est le septième album studio du groupe de black metal français Blut aus Nord. Il constitue la suite de Memoria Vetusta I: Fathers Of The Icy Age.

## Composition du groupe
- Vindsval - voix, guitare (Children of Maani, The Eye)
- W.D. Feld - drums, electronics, keyboards
- GhÖst - basse

## Liste des titres
| No | Titre                                                              | Durée |
| -- | ------------------------------------------------------------------ | ----- |
| 1. | Acceptance (Aske)                                                  |       |
| 2. | Disciple’s Libration (Lost in the Nine Worlds)                     |       |
| 3. | The Cosmic Echoes of Non-Matter (Immaterial Voices of the Fathers) |       |
| 4. | Translucent Body of Air (Sutta Anapanasati)                        |       |
| 5. | The Formless Sphere (Beyond the Reason)                            |       |
| 6. | The Meditant (Dialogue With the Stars)                             |       |
| 7. | The Alcove of Angels (Vipassana)                                   |       |
| 8. | Antithesis of the Flesh (...And Then Arises a New Essence)         |       |
| 9. | Elevation (the Dawn of the Gods)                                   |       |